# Майфет Григорій Йосипович
Григо́рій Йо́сипович Ма́йфет (* 1 серпня 1903, Ромни, Полтавська губернія — † 13 вересня 1975, Печора, Республіка Комі) — український письменник, літературознавець, перекладач, зокрема досліджував проблеми перекладознавства.

## Біографія
Народився в родині священика Йосипа Майфета. Навчався в Полтавській духовній семінарії. З 1921 року навчався в Полтавському інституті народної освіти (ІНО), який закінчив у 1924 році. Після працював у школі, а з 1926 року заочно навчався в аспірантурі Інституту ім. Тараса Шевченка в Харкові. Захистив кандидатську дисертацію з фаху західноєвропейських літератур. У 1931–1934 роках викладав у Полтавському інституті соціального виховання (з 1933 року — Полтавський педагогічний інститут) та музтехнікумі.
Г. Майфет вільно володів англійською, французькою, німецькою, італійською та іспанською мовами. За час з 1925 по 1934 роки написав понад сто літературно-критичних праць з питань української та зарубіжних літератур. Його перу належить одна з перших узагальнюючих монографій про Павла Тичину «Матеріали до характеристики творчості П. Г. Тичини» (1926). Але найбільший авторитет молодому дослідникові принесла праця «Природа новели» в двох томах (1928 і 1929 роки). Тут Г. Майфет виявив себе серйозним теоретиком, його монографія не втратила свого історичного значення й сьогодні.
Але творче сходження Майфета обірвав сталінський терор. 5 грудня 1934 року Полтавським відділенням НКВС було виписано ордер № 3 на арешт письменника. Звинувачення: «Брав активну участь в організованій контрреволюційній діяльності». Що за цим крилося? Знайомство з Миколою Хвильовим, дружба з Сергієм Пилипенком, який на той час уже був заарештований. Саме за ці «гріхи» Григорій Майфет потрапив до розряду контрреволюціонерів і в числі групи провідних українських письменників постав 27—28 березня 1935 року в Києві перед виїзною Військовою колегією Верховного Суду СРСР.
Вирок — 10 років концтаборів. Спочатку, до 1939 року, покарання відбував у районі Ведмежогірська на Білому морі, потім був етапований у табори Воркути. З 1946 року за приписом влади поселився в селищі Канін (Канін-Ніс) на річці Печорі, влаштувався на працю нормувальником будівельної контори річкового пароплавства.
Та вже 25 грудня 1950 року управління МДБ Печорської залізниці прийняло постанову про арешт Г. Майфета. При обшуку в нього вилучено 1 377 сторінок записів у блокнотах і зошитах, 150 книг власної бібліотеки (переважно світова класика). Звинувачення були стереотипні: в 30-х роках перебував «у терористичній організації українських націонал-боротьбистів».
На допиті Г. Майфет, пояснюючи ситуацію, сказав: «Хочу зауважити, про існування подібної організації я дізнався лише в процесі розслідування справи всієї групи сімнадцяти». Тоді слідство висуває нове звинувачення: уже на засланні «розповсюджував антирадянські погляди і, зокрема, вихваляв німецький фашизм».
Хоча винним себе Г. Майфет не визнав, Особлива нарада при МДБ СРСР все ж ухвалила: він заслуговує заслання на поселення в Комі (м. Сиктивкар) під нагляд органів Держбезпеки.
Даних про перегляд справи і реабілітацію Г. Майфета в архівах КДБ УРСР немає. Відомо, що 1955 року він повернувся до Полтави. Однак місцева влада чинила йому перепони у наданні роботи за фахом та житла. Вважаючи це проявом сталінізму, Г. Майфет повернувся на місце заслання на Печорі і скнів там до останніх днів.
Поновлений у СПУ в 1965 році.
Зневіра в справедливості, матеріальні труднощі призвели його до відчаю. 13 вересня 1975 року Григорій Майфет покінчив життя самогубством.

## Архівні матеріали
У 1991 році розсекречений архівний фонд № 26 Центрального державного архіву-музею літератури і мистецтва України, у якому зберігаються 46 справ за 1923–1972 роки стосовно Г. Майфета: творчі матеріали — «Поездка в Россию», «Дорожня пригода», «Трио Чайковского», «Шуберт» (елегія), «Новели», «Призраки», «Серце поета»; переклад твору Р.-М. Рільке з циклу «Історії про милого Бога»; конспекти лекцій; відгуки на твори різних авторів; матеріали підготовчого характеру, зібрані для роботи, виписки, чернетки; картотека режисерів та сценаристів; листи від І. Белзи, В. Гжицького, О. Дейча, М. Кенігсберга, Д. Косарика, Г. Кочура, К. Крижанівського, К. Редька, П. Ротача, Г. Серебрякова, К. Трофимова, О. Черкашина, К. Чуковського та інших осіб; газети, газетні вирізки, альбоми, афіші, фотографії; довідки, посвідчення.

## Праці
- «Матеріали до характеристики творчості П. Г. Тичини» (1926)
- «З уваг до новелістичної композиції», 1927.
- «Природа новели» (1928–1929)
- «Із студій над поетичними варіантами» (1931)

## Рецензії
На роман Юліана Шпола «Золоті лисенята»